# 名和宗則
名和宗則，日本男性動畫師、動畫演出家、動畫導演。

## 人物簡介
動畫公司feel.所屬。早年從東京設計學院畢業後，正式進入動畫業界。另外與岸本誠司、尾石達也、吉田健一及長濱博史是東京設計學院同屆的學生。
2005年電視動畫《初音島 Second Season》第一次擔任導演。

## 主要參加作品

### 電視動畫
1990年
- 偶像天使陽子（動畫）

1991年
- 魔法公主 明琪桃子 擁抱夢想（日语：魔法のプリンセス ミンキーモモ）（－1992年，原畫）

1992年
- 踢向明天（日语：あしたへフリーキック）（原畫）

1994年
- 美少女戰鬥隊（原畫）

1995年
- 新世紀福音戰士（原畫）

1996年
- 魔法提琴手（原畫）
- 機動戰艦（原畫）

1997年
- MAZE☆爆熱時空（作畫監督）

1998年
- 南海奇皇（日语：南海奇皇）（原畫）
- 魔術士歐菲（原畫）

1999年
- 魔術士歐菲 Revenge（原畫）
- 迷糊女戰士（原畫）

2000年
- 幽浮寶貝（原畫）

2001年
- 魔法戰士李維（OP原畫）
- 超能奇兵（原畫）
- 小小雪精靈（原畫）

2002年
- 東京地底奇兵（OP原畫）
- 銀河天使Z（作畫監督）
- 青出於藍（作畫監督）
- 朝霧的巫女（作畫監督）
- 銀河天使A（作畫監督）

2003年
- 魔法使的條件（作畫監督）
- 高機動幻想 ～嶄新之行軍歌～（日语：ガンパレード・マーチ 〜新たなる行軍歌〜）（原畫）
- 廢棄公主（OP原畫）
- 初音島（遊戲道具設定、作畫監督、作監補佐、原畫）
- 最後流亡（原畫）
- SPACE PIRATE CAPTAIN HERLOCK（日语：SPACE PIRATE CAPTAIN HERLOCK）（原畫）
- 闇與帽子與書的旅人（原畫）
- 聖槍修女（原畫）

2004年
- 美鳥的日記（原畫）
- 銀河天使X（作畫監督）
- 舞-HiME（原畫）
- 巖窟王（原畫）

2005年
- 初音島 Second Season（導演）

2006年
- 新宇宙飛龍（原畫）
- 少女愛上姊姊（導演、OP分鏡、ED分鏡）

2007年
- 七色★星露（分鏡、演出）
- 初音島II（演出）

2008年
- 魔法人力派遣公司（分鏡）
- 乃木春香的秘密（導演）

2009年
- 乃木春香的秘密 Purezza♪（導演）

2010年
- 聖痕鍊金士（Supervisor）
- kiss×sis（導演、OP分鏡&演出）
- FORTUNE ARTERIAL 赤之約束（導演）

2011年
- R-15（導演）

2012年
- 其中1個是妹妹！（導演[1]）

2013年
- 黃金拼圖（分鏡、演出）

2014年
- 普通女高中生要做當地偶像（導演[2]）
- 灰色的果實（分鏡、演出）

2015年
- 你好!! 黃金拼圖（副導演[3]）

2016年
- 紅殼的潘朵拉（導演）
- Rewrite（分鏡、演出、原畫）

2017年
- 騎士&魔法（演出、原畫）

2018年
- 小木乃伊到我家（演出、原畫、OP演出）
- 極道超女（演出）
- 關於我轉生變成史萊姆這檔事（－2019年，分鏡、原畫）

2019年
- 星合之空（演出）

2020年
- 索瑪麗與森林之神（演出）
- 魔法科高中的劣等生 來訪者篇（演出）

2021年
- 關於我轉生變成史萊姆這檔事 (第2期)（演出）
- 轉生史萊姆日記 關於我轉生變成史萊姆這檔事（演出、OP演出）

### OVA
1993年
- NG騎士檸檬汽水&40 EX 期待興奮時空 炎之大搜査戰（原畫）
- 偶像防衛隊（原畫）

1994年
- B.B.FISH（日语：B.B.フィッシュ）（原畫）
- 偶像防衛隊'94夏（原畫）

1995年
- Idol Project（日语：アイドルプロジェクト）（OP原畫）

1996年
- 斬鬼者覺悟（日语：覚悟のススメ）（原畫）
- 宇宙戰艦山本洋子（原畫）

1997年
- 魔法王國的俏皮小公主（日语：でたとこプリンセス）（原畫）
- 叢林跟我走！（日语：ジャングルDEいこう!）（原畫）
- 非常偶像Key（原畫）
- 宇宙戰艦山本洋子II（原畫）

2001年
- 校園外星人（原畫、OP原畫）
- 新世紀魔法少女（日语：ぷにぷに☆ぽえみぃ）（原畫）

2003年
- 水瓶戰記SagaII ～Don't forget me…～（原畫）

2008年
- kiss×sis（導演）
- 初音島if（特別感謝）

2012年
- 乃木坂春香的秘密 Finale♪（導演）

2013年
- OVA的其中1個是妹妹！（導演）

### 電影動畫
1995年
- 超時空要塞7：銀河在呼喚我！（動畫機械設定、原畫）

2000年
- 數碼寶貝大冒險02（原畫）

2015年
- 紅殼的潘朵拉（導演）

2016年
- 黃金拼圖 Pretty Days（副導演）

2017年
- 劇場版 魔法科高中的劣等生：呼喚繁星的少女（原畫）

2021年
- 劇場版 黃金拼圖 Thank You!!（導演）

### 網路動畫
2019年
- ZENONZARD THE ANIMATION（日语：ゼノンザード）（OP演出）

### 遊戲
2000年
- EVE ZERO（日语：EVE ZERO）（動畫作畫監督）

2001年
- 火焰聖母 ～The Virgin on Megiddo～（日语：火焔聖母 〜The Virgin on Megiddo〜）（動畫作畫監督補佐）

## 相關項目
- 日本動畫師列表

## 外部連結
- 名和宗則的X（前Twitter） （日語）